# 武周雄
武 周雄（たけ ちかお、1954年〈昭和29年〉7月28日 - ）は、朝日放送の元アナウンサー、ABC開発株式会社常務取締役。
　

## 来歴
兵庫県神戸市出身。子供の頃に見た、1964年東京オリンピック開会式でのNHK・北出清五郎アナウンサーの実況に感銘を受けてスポーツアナウンサーに憧れる。大阪府立池田高校時代は硬式野球部に所属し、2年生時は3番捕手として夏の大阪府大会ベスト8に進出。3年時は副主将を務めた。また同名のよしみで1971年夏の甲子園に出場した徳島の池田高校の練習の補助に借り出されたことがあり、蔦文也監督（当時）とはこの時から面識があった。卒業後は同志社大学へ進学し、卒業後の1977年4月、朝日放送へアナウンサーとして入社（同期に石原勝、中原秀一郎がいる）。以来スポーツ実況を担当。
その後、ぎっくり腰を患い、2000年からアナウンス部を離れ総務部へ異動。総務部長、総務局長を経て、2012年2月1日付人事にて関連会社であるABC開発へ人事局付局長同等・局長待遇にて出向し、常務となる。

## 人物
阪神甲子園球場で行われるプロ野球・『阪神タイガース対読売ジャイアンツ』の実況や『全国高等学校野球選手権大会』で数多くの試合を実況を担当。中でも日本シリーズでは1989年の日本シリーズの第2戦のテレビ実況、全国高校野球選手権大会では1989年から1999年まで（1991年、1993年 - 1996年を除く）決勝の実況（それまではかつての上司であり先輩の植草貞夫アナウンサーが担当）を務めた。1998年には横浜高等学校・松坂大輔投手が決勝ノーヒットノーランを決めた試合を実況した。
その他には1983年から1993年まで『全日本大学女子駅伝対校選手権大会』ではABC放送センターのメイン実況を務めた。また1992年9月11日の日本プロ野球史上最長・6時間26分の大熱戦となった阪神タイガース対ヤクルトスワローズ戦の実況も務めた。

## 出演番組
過去
- プロ野球中継（ゴールデンナイター・サンテレビボックス席日曜ナイター・ABCフレッシュアップナイター）
- 全国高校野球選手権大会中継
- 全日本大学女子駅伝対校選手権大会
- 全国高等学校柔道選手権大会（テレビ朝日制作）
- プロボクシング中継
- ABCヤングリクエスト
- 全国高等学校野球選手権和歌山大会